# Carlos Galdós
Carlos Enrique Galdós Irribarren (Lima, 10 de septiembre de 1974) es un comediante de stand-up, presentador de televisión y locutor de radio peruano.

## Vida y carrera
Es hijo de Alfredo Wáshington Galdós Jiménez, un extrabajador del Banco Wiesse y luego oficinista (fallecido en 2023), y Elena Irribarren Salas Cornejo, una trabajadora del Seguro Social nacida en Arequipa. Proveniente de una familia de clase trabajadora, vivió con su madre en la calle Manco Segundo, distrito de Lince, ya que, en algún momento de su infancia, el padre había abandonado el hogar. Esto último marcó para siempre su vida. 
Comenzó como locutor radial, en el programa Llamadas de medianoche, en Radio del Pacífico. Luego, debutó en la TV como coanimador en el espacio juvenil Oki doki, a los veintiún años, en octubre de 1995. A su vez, se dedicó a la locución en CPN en 1996 para un segmento cultural, que la emisora le dio su espacio en 1998: Rondando la noche. En 2000, fue trasladado a Radiomar. Tuvo un papel menor en Vacaciones con Parchís, al interpretar el personaje de Lacra.
En el año 2000, formó brevemente la agrupación musical Los Hijos de la Chacota, junto con Santiago Ubierna, para el disco No arrugues.
Desde finales del año 2000 hasta el año 2017, empezó a conducir el espacio que anteriormente se llamaba Caídos del catre y que, posteriormente, se llamó Galdós en Studio 92, por la radio Studio 92. El 2001, formó parte de R con erre, conducido por Raúl Romero. Su siguiente trabajo en televisión fue, en el 2003, como presentador y reportero durante dos años en el espacio Polizontes, por Movistar Plus.
En 2006, condujo brevemente Otra maldita noche, por Panamericana Televisión. Compitió en el segmento nocturno y empató con ATV noticias al obtener once puntos de índice de audiencia en su debut.
Galdós formó parte del jurado del programa de telerrealidad Perú tiene talento, entre 2012 y 2014, emitido por Frecuencia Latina. El mismo año, presentó su libro Mundo Galdós. A la par, Galdós escribió la columna «Animal urbano» en la revista Somos, de El Comercio.
Desde enero de 2013 hasta inicios de 2018, asumió la conducción del programa nocturno La noche es mía por Latina. El mismo año, su espacio de radio pasó a llamarse Galdós en Studio 92. Galdós regresó como juez en la segunda temporada de Perú tiene talento.
En junio de 2014, asumió por breve lapso la conducción del programa de telerrealidad Calle 7, junto con Katia Palma. No obstante, el espacio fracasó y se canceló rápidamente. 
En el año 2017, en el mes de febrero, el programa nocturno La noche es mía pasó a Panamericana Televisión, y Carlos Galdós continuó como conductor. En el mes de abril, deja la conducción de su espacio de radio en Studio 92 para conducir otro, en el mismo horario, por Radio Capital, ambas del Grupo RPP.
El 28 de noviembre de 2018, Galdós fue expulsado del grupo editorial de El Comercio debido a sus declaraciones de carácter sexista en contra de Keiko Fujimori.
El 7 de enero de 2019, empezó a conducir el programa Rock N' Shock, a través de Radio Oxígeno, en las mañanas. Y, en las tardes, continuó como conductor en Capital en la plataforma de radio y TV hasta julio de 2020. A su vez, a partir de sus reflexiones sobre su columna de Fujimori, estrenó su unipersonal 2 horas para ser feliz.
En septiembre de 2021, anunció su regreso a la pantalla chica con un nuevo programa que fue transmitido por Panamericana Televisión. El lanzamiento del denominado Por Dios y por la plata fue programado para el mes de noviembre.
En 2024, Galdós se integró a RPP para conducir un nuevo programa matutino.

## Unipersonales
Como comediante ha presentado varios unipersonales que lo hace conocido: Soy del Perú, señor (2003), Nadie nos comprende (2004), El amor en los tiempos de Galdós (2005, 2007 y 2022), Yo también puedo ser presidente (2006 y 2022), Papá... ¿Yo? (2007), Solo para mujeres (2007), Solo para mujeres 2 (2008), Yo amo a mi suegra (2008), Nadie me quita lo bailado (2009), Yo también odio a Carlos Galdós (2010), Carlos Galdós en vivo (2011), Galdós 10 años (2012), Cholo power (2013), Galdós va a terapia (2020), Jodidos, pero contentos (2020), Hagamos que nos pasen cosas bonitas (2020 y 2021), Galdós 20 años (2021) y Madre solo hay una... menos mal (2023).

## Trabajos en televisión
- Oki doki (Global Televisión, 1995-1996)
- De buena onda (América Televisión, 1998)
- Vacaciones con Parchís (América Televisión, 1998-1999)
- R con erre (Panamericana Televisión, 2001)
- Polizontes (Movistar Plus, 2003-2005)
- Otra maldita noche (Panamericana Televisión, marzo-julio de 2006)
- Perú tiene talento (Latina Televisión, 2012-2014)
- La noche es mía (Latina Televisión, luego pasó a transmitirse por Panamericana Televisión, 2017-2018)
- Calle 7 Perú (Latina Televisión, 2014)
- Mira quien canta (Latina Televisión, 2017)
- Por Dios y por la plata (Panamericana Televisión, 2021-2022)
- Encendidos (RPP TV, 2024)

## Trabajos en radio
- Llamadas de medianoche (Radio del Pacífico)
- Carlos en la radio (Radiomar, 2000)[9]
- Caídos del catre (Studio 92, 2000-2012)[12]
- Galdós en Studio 92 (Studio 92, 2013-2017)
- Carlos Galdós en Capital (Radio Capital, 2017-2020)
- Rock N' Shock (Radio Oxígeno, 2019-presente)
- Encendidos (RPP, 2024)